# アーンミーヤ

アーンミーヤ

アーンミーヤ（アラビア語: اللغة العامية、al-lugha al-ʿāmmīya, アッ=ルガ(トゥ)・ル=アーンミーヤ,「通俗語、大衆語」の意味）とは、アラビア語の口語であり、文語であるフスハーの対義概念である。

## 概要
語義は「通俗語」であり、例えばラテン語に対する「俗ラテン語」のようなものである。アーンミーヤは多数の方言に分かれているが、これを「ラフジャ」（لهجة, lahja, ラフジャ）と呼ぶ。
イスラーム以前からアラビア語の部族方言を話していたアラブ人以外に関してはイスラーム化・アラブ化を通じて広まったフスハーが伝えられたが、その土地で元々使われていた言語の影響や近隣地域との関係性からフスハーとは異なるアーンミーヤに分裂。フスハー停滞期などを経て現在のような多様な方言が存在する状況となった。
言語学者によっては、アラビア語の方言にマルタ語を含める場合もある。マルタ語はロマンス語からの借用語を非常に多く取り入れた点で特異であり、方言ではなく独自の言語であるとする学者も少なからずいるが、実態はその中間である（アフリカーンス語とオランダ語の関係に同じ）。

## 口語アラビア語の諸方言

### 地域差、街区による違い
アーンミーヤといっても方言の種類は様々であり、国内でも意思疎通が難しいこともある。同じ街でも街区によって発音や語彙が違うなど、その人の社会的背景を如実に反映したものとなっている。

### アラブ人同士の意思疎通
エジプト～アラビア半島に関しては方言差が少なくないが、衛星放送を通じて他国のバラエティー番組やテレビドラマ・映画に触れる機会が多いことからコンテンツ制作に強い国の方言ほど他地域での認知度が高く国外での意思疎通に使える機会も多い。そのため字幕が無くてもサウジアラビア人がエジプトの映画を楽しんだり、イエメン人がレバノンのドラマを日常的に視聴するといったことが行われている。
しかしマグリブ方言との壁は大きく、東側アラブ世界（マシュリク）のアラブ人はまず字幕無しではフスハー色が薄い生粋の同地方言を理解することはできない。アラビア半島から北アフリカへと移住したベドウィン部族の末裔が話すアラビア語は今でもルーツであるアラビア半島のアラブ人が聞くとある程度理解できるというが、その他のマグリブ方言はベルベル語やフランス語が入り混じりかなり違うものとなっている。
そのためエジプト～アラビア半島地域ではマグリブ地方制作のマグリブ方言番組が放送されることも珍しく、テレビを見ているうちにだいたい理解できるようにもなるという機会もマシュリク諸方言に比べ断然少ない。

### アラブ人の日常生活と文語アラビア語・口語アラビア語
文語フスハーは数百年前までイエメン南部で生活会話に用いる口語として使われていたが、現代ではテレビや親の教育によるフスハーを習得した子供（ごくまれにアーンミーヤを拒否して話せないこともある）や愛好家らが会話に用いるのみとなっており、通常は家族とは口語のみで生涯生活するのが普通となっている。
アーンミーヤとフスハーの関係はヨーロッパでのロマンス諸語とラテン語、インドでの近代インド諸語とサンスクリットの関係に似ているが、フスハー会話が色々なシーンでいまだ現役で活躍していることからだいぶ事情は異なっていると言える。文化人同士やかしこまった席ではフスハーだけで会話する場合もあり、アラビア語の二層状況を反映したバイリンガル的な人間が今日でも数多く存在する。
フスハーはニュースの言語と紹介されることもあるがアーンミーヤのニュース番組があったり、同じ演説の中でも文語・口語が混在していたりと、フスハーとアーンミーヤを二分することは難しい。
またメディアで採用されている口語のスタンダード（首都方言準拠）は首都の特定街区で元々話されていた方言とは全く同一ではなく、諸方言を話す国民同士が相互に会話する際に用いる共通語として整えられたフスハーに寄せいわゆる訛りを軽減したものであったりする。これらはアラブ世界において文語アラビア語と口語アラビア語の折衷・中間型として認知されている。

### 口語アラビア語と正書法
文語ではないためアーンミーヤの正書法（正字法）は文法として確立されていないが、実際には話者同士が文書・携帯メール・ネットを通じてやり取りするため同一方言内ではほぼ統一されておりアラビア文字を用いて表記されている。近現代になってからは口語で文学を執筆するという運動も興り、口語をアラビア文字で表記した小説や童話なども発売されている。

### 英数字によるチャットアラビア語表記
携帯端末やパソコンがアラビア文字に対応していなかった時代には口語アラビア語に英字をあてたチャットアルファベットが流行したが、OSやインターフェースのアラビア語化が進んだ現在ではやや減っている。
しかし英語・仏語の影響が大きい地域ではアラビア語文語の正書法（正字法）が苦手な若者が多く、彼らは口語であってもアラビア文字で表記することを敬遠・苦手視する傾向があるためチャットアラビア語表記はそのような層に引き続き多用されている。

## 歴史
アーンミーヤの起源としては、従来は古典北アラビア語の内のクライシュ方言（古典正則アラビア語や現代のフスハーの母体）がイスラーム教と共に各地に広まり、長い年月の間に分化・変化していったと考えられていた。
しかしながら現在ではイスラームを広めたアラブ戦士たちの母語にはさまざまな古典北アラビア語の方言が入り混じっておりそれらが各土地ごとに交じり合い土着の言語の影響も受けながら成立したのがアーンミーヤであるとする説もある。実際にエジプト方言ではアルファベットの発音や人称代名詞・指示代名詞などにフスタート建設時駐留した紅海沿岸付近諸部族方言の名残があるとされるなど、関連性が認められるなどしている。